# Aiviekste
Aiviekste (tyska: Ewst, Awex) är en flod i Lettland. Den är 114 km lång och är ett nordligt högerbiflöde till Daugava som mynnar i Rigabukten. Källan är sjön Lubāns och den mynnar i Daugava vid staden Pļaviņas. Aiviekste och dess nordliga högerbiflöde Pededze utgör historisk gräns mellan Livland och Lettgallen.

### Fotnoter
1. ↑  Aiviekste hos Geonames.org (cc-by); läst 2018-01-15